# Maximilian von Schwartzkoppen
Maximilian Friedrich Wilhelm August Leopold von Schwartzkoppen, né le 24 février 1850 à Potsdam et mort le 8 janvier 1917 à Berlin, est un officier prussien, General der Infanterie, et attaché militaire. Il est principalement connu pour son rôle dans l'affaire Dreyfus.

## Biographie

### Famille
Maximilian von Schwartzkoppen est issu d'une famille hanovrienne, mentionnée sous la forme Swartekop vers 1500 à Brunswick, dont les membres sont anoblis en 1688 en accédant au rang de chevalier de la monarchie de Habsbourg. Il est le fils du futur General der Infanterie Emil von Schwartzkoppen (1810-1878) et de son épouse Christiane Marie Hildegard, née von Brederlow (1833-1916) de la Maison de Tragarth à Merseburg.

### Carrière militaire

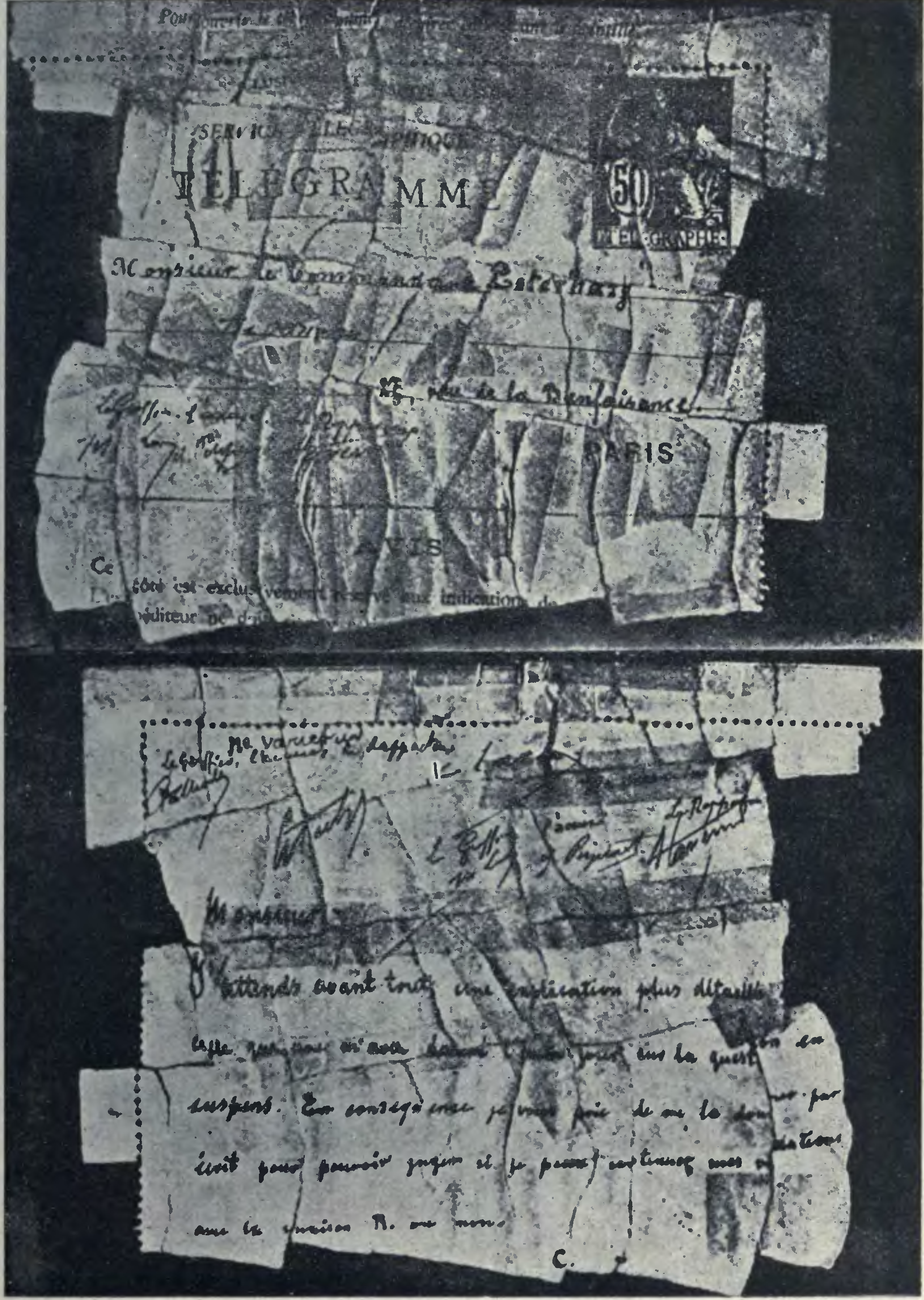
Le télégramme (« petit bleu ») de Schwartzkoppen à Esterhazy (1896).

Il entre dans l'armée prussienne à la fin des années 1860. En 1870, il prend part à la guerre franco-allemande. De 1885 à 1888, il est capitaine de l'État-major. Il finit sa carrière comme conseiller militaire du grand-duc Ernest-Louis de Hesse.
Du 10 décembre 1891 au 15 novembre 1897, il est attaché militaire à Paris, chargé de l'entretien des relations militaires entre l'Empire allemand et la France. Officieusement, il s'emploie à fournir aux services de renseignement allemand des informations sur l'armée française. Au printemps 1894, un officier français, tout d'abord non identifié, propose de lui vendre des informations confidentielles. Un bordereau et des fragments de papier de nature érotico-homosexuelle avec l'Italien Alessandro Panizzardi, présentés aux magistrats pour susciter le dégoût des juges et par là emporter une condamnation certaine d'Alfred Dreyfus[pas clair], sont subtilisés de la corbeille à papier de Schwartzkoppen par Marie Bastian, femme de ménage employée à l’ambassade d’Allemagne, et transmis aux services de renseignement français. Le bordereau déchiré et non signé est reconstitué et est pour le renseignement français la preuve qu'un officier de l'État-major vend des informations aux Allemands.
L'officier d'origine alsacienne Alfred Dreyfus est accusé publiquement d'être l'informateur de Schwartzkoppen et condamné pour trahison, malgré les doutes sur sa culpabilité. Par la suite, l'innocence de Dreyfus est démontrée, tout comme le fait que des documents falsifiés ont été utilisés à charge dans un contexte d'antisémitisme. Des recherches ultérieures montrent que l'officier Ferdinand Walsin Esterhazy, commandant au 74e régiment d'infanterie à Rouen, est celui qui a fait une offre à Schwarzkoppen. Schwartzkoppen lui-même confirme plus tard l'innocence de Dreyfus dans ses Mémoires publiés à titre posthume en 1930 par Bernhard Schwertfeger, gestionnaire de la succession de Schwartzkoppen. Ces Mémoires connaîtront un succès d'édition en France dans les années 1930 sous le titre Les carnets de Schwartzkoppen. La vérité sur Dreyfus, édités par Bernhard Schwertfeger et traduits sur le texte allemand par Alexandre Koyré, préface Lucien Lévy-Bruhl.
Le 11 septembre 1907, Schwartzkoppen devient General der Infanterie. Il est également à la suite du 2e régiment de grenadiers de la Garde « empereur François » et titulaire de l'Aigle rouge de première classe avec feuilles de Chêne, de l'ordre de la Couronne de première classe et Chevalier de droit de l'ordre protestant de Saint-Jean. Pendant la Première Guerre mondiale, Schwartzkoppen devient le 6 juillet 1916 commandant de la 202e division d'infanterie qu'il mène sur le Front de l'Est. Le 8 janvier 1917 il meurt d'une pneumonie à Berlin où il était hospitalisé.

## Ouvrages
- Maximilian von Schwartzkoppen, Bernhard Schwertfeger (Éd.) : Die Wahrheit über Dreyfus . Aus dem Nachlass bearbeitet von Bernhard Schwertfeger, Berlin 1930.